# 第56軍 (日本軍)
第56軍（だいごじゅうろくぐん）は、大日本帝国陸軍の軍の一つ。

## 沿革
大東亜戦争（太平洋戦争・第二次世界大戦）末期の1945年（昭和20年）、帝國陸海軍は海外の占領地や太平洋上の島々を次々と失い、大日本帝國は国家滅亡の危機に立たされた。すなわち同年1月、フィリピンの戦い（陸軍省コードネーム捷号作戦）に敗れ、3月には火山列島の硫黄島で2万人もの兵力が総員玉砕する大惨敗を喫し、4月には沖縄に連合国軍が上陸、沖縄戦がスタートしていた。
大本営は第二次兵備を決定し、すぐそこまで迫っていた本土決戦（陸軍省コードネーム決号作戦、米軍コードネームオリンピック作戦）に向けた米陸軍を中心とする連合国軍の北部九州上陸作戦で適地になると予想された福岡県・佐賀県・長崎県の対馬海峡および東シナ海沿岸の守りに備えることにした。これを受け本軍は1945年（昭和20年）4月21日に編制完結。編成後ただちに第16方面軍戦闘序列に編入、福岡県飯塚市に本営を置いた。三個歩兵師団を主力としているが、うち2個は第三次兵備による沿岸配備師団であり、編制完結も5月にずれ込んだ。

同年6月23日、沖縄戦における帝國陸海軍の敗北が決まると、本土決戦に向けた準備はさらに急ピッチで進められることになった。

しかし同年8月15日、第42代内閣総理大臣鈴木貫太郎がポツダム宣言を受諾して帝國陸海軍は降伏。これを受けて本軍は武装解除させられ、当初の設立目的だった本土決戦で活躍することなく、その任務を終えた。

### 司令官
- 七田一郎中将（陸士20期）：1945年（昭和20年）4月15日 - 終戦

### 参謀長
- 内野宇一少将（陸士32期）：1945年（昭和20年）4月15日 - 終戦

### 最終司令部構成
- 司令官：七田一郎中将
- 参謀長：内野宇一少将
- 高級参謀：桃井義一中佐
- 高級副官：伊藤平八郎中佐

### 最終所属部隊
- 第57師団
- 第145師団：小原一明中将[1]
- 第312師団：多田保中将[2]
- 第351師団：藤村謙中将[2]
- 第6砲兵司令部：井原茂次郎少将[1]（最終位置：福岡）
  - 砲兵情報第1連隊：渋谷徳中佐 　
  - 野戦重砲兵第10連隊：楠本輝雄大佐　
  - 野戦重砲兵第29連隊：森永豪策中佐　
  - 野戦重砲兵第19大隊：
  - 自走砲第1大隊： 　 　 　
  - 迫撃砲第12大隊：詠村洋少佐
  - 迫撃砲第27大隊：宮田正大尉

機甲部隊
- 独立戦車第4旅団
- 戦車第46連隊：清水重之少佐

要塞部隊　 　
- 壱岐要塞司令部：千知波幸治少将（最終位置：長崎県壱岐郡郷ノ浦町：現・壱岐市）  
  - 壱岐要塞重砲兵連隊：関武思大佐　
  - 壱岐要塞歩兵第1大隊 　 　 　
  - 壱岐要塞歩兵第2大隊 　 　 　
  - 壱岐要塞歩兵第3大隊 　 　 　
  - 壱岐要塞歩兵第4大隊 　 　 　
  - 壱岐要塞歩兵第5大隊：後藤健大尉
  - 壱岐要塞歩兵第6大隊 　 　 　
  - 壱岐要塞歩兵第7大隊 　 　 　
  - 壱岐要塞歩兵第8大隊 　 　 　
  - 壱岐要塞歩兵第9大隊
- 下関要塞司令部：永野叢人中将（最終位置：山口県下関市）  
  - 下関要塞重砲兵連隊：三毛浧次大佐

工兵部隊 　
- 独立工兵第71大隊：箕村正道少佐
- 独立工兵第90大隊：
- 独立工兵第119大隊：

其他直轄部隊（兵站・通信部隊等）　
- 電信第44連隊：中野武男中佐
- 第60兵站地区隊：吉村繁夫大佐
- 独立自動車第68大隊：黒田繁博少佐
- 第31野戦勤務隊：武中静夫大佐（最終位置：佐賀県唐津市）
- 第21警備大隊：村上貞中佐